# Encomium Emmae
LʾEncomium Emmae Reginae o Gesta Cnutonis Regis è un encomium scritto nel 1041 o 1042 in latino in onore della regina Emma di Normandia.

## Contenuti
È diviso in tre libri: il primo parla di Sweyn Forkbeard e della sua conquista dell'Inghilterra; il secondo parla di come suo figlio Canuto il Grande riconquistò l'Inghilterra e sposò Emma; il terzo tratta degli eventi successivi alla morte di Canuto, cioè le difficoltà di Emma durante il regno di Harold Harefoot e l'ascesa al potere dei figli di Emma, Ardecanuto ed Edoardo il Confessore.

## Limiti e pregi dell'opera
L'opera, commissionata dalla stessa Emma, è ovviamente di parte e tende a mettere lei e Canuto sotto la migliore luce possibile. Ad esempio, omette del tutto il primo matrimonio della regina con Æthelred II. Ciononostante è un'importante fonte primaria per la storia dell'Inghilterra e della Scandinavia degli inizi dell'XI secolo.